# Paseo de Echegaray y Caballero
El paseo de Echegaray y Caballero es uno de los paseos más importantes de Zaragoza. Se sitúa junto a la margen derecha del Ebro, entre el puente Manuel Giménez Abad y el puente de la Almozara. Es punto clave para acceder al Palacio de la Aljafería.

## Historia

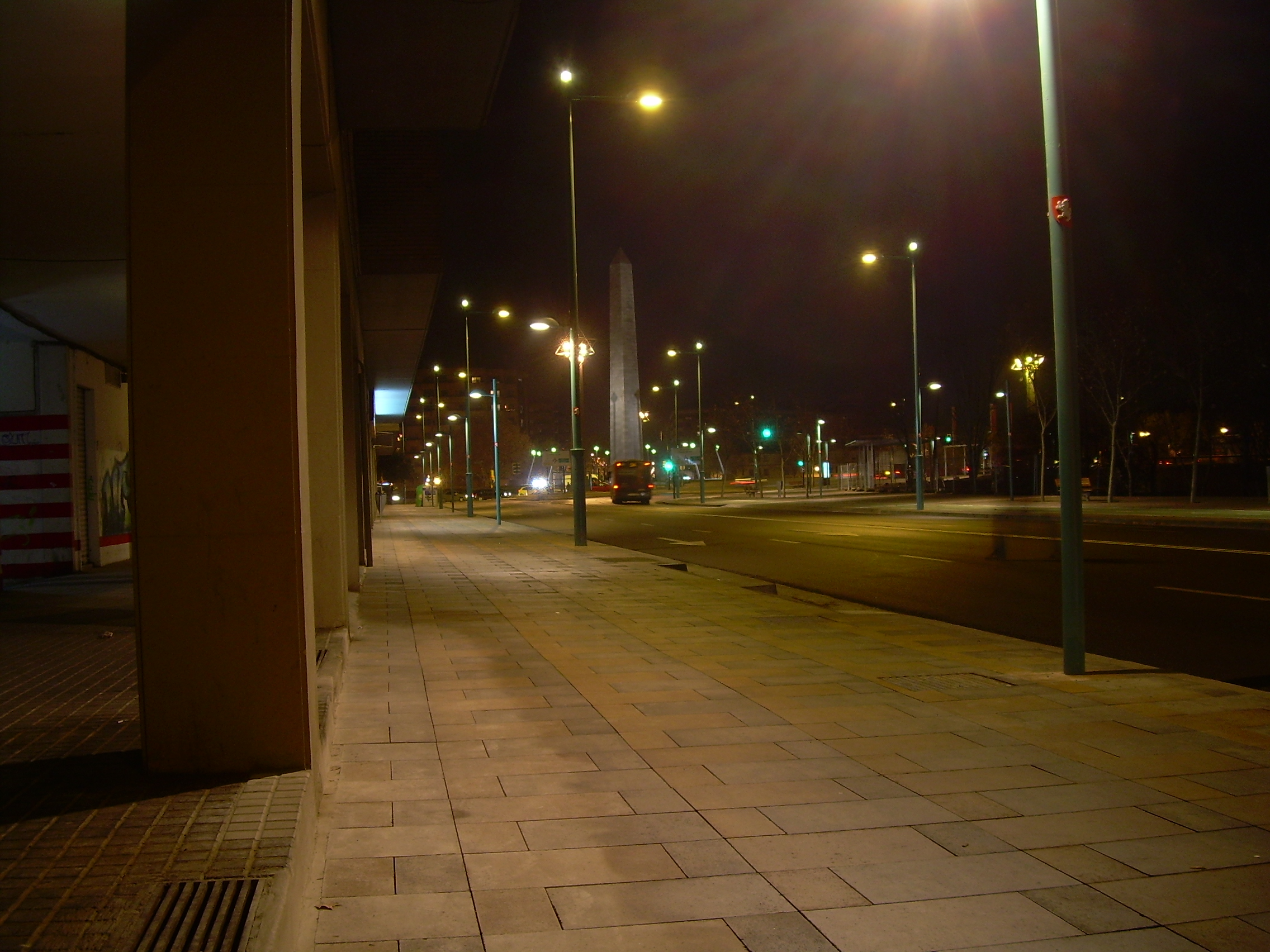
Vista nocturna del paseo

Fue construido, como la calle Alfonso I, en 1865 y 1868, siendo su inauguración uno de los últimos actos públicos presididos por la reina Isabel II. Debe su nombre al dramaturgo Miguel Echegaray y Eizaguirre y al compositor Manuel Fernández Caballero autores de la célebre zarzuela Gigantes y cabezudos (1898). Se mantuvo intacto durante la Guerra Civil, a diferencia de otros edificios como la plaza del Pilar. Al convertirse Zaragoza en sede de la Exposición Internacional 2008, al paseo se le realizaron sucesivas mejoras para hacerlo más atractivo.